# Drogas y dispositivos en el juego de realidad alternativa Year Zero
Esta es una lista comprehensiva de drogas, virus y alteraciones corporales del juego de realidad alternativa Year Zero por Nine Inch Nails y 42 Entertainment. El juego de realidad alternativa Year Zero y el álbum conceptual del mismo nombre que lo acompaña critican las políticas del gobierno de Estados Unidos del año 2007, proyectando una visión distópica de su impacto en el estado del mundo del año 2022. El juego se ha desarrollado aproximadamente desde el 12 de febrero de 2007 y se esperaba que continuara por aproximadamente dieciocho meses.

## Drogas
Parepin
Una droga psicotrópica distribuida en el suministro de agua Nortemericano, con el propósito de reducir el riesgo de bioterrorismo reforzando el sistema inmunitario. Sin embargo, el creador de I am Trying to Belive asegura haber refutado este mito como una conspiración; el parepin es en realidad un sedante, que afecta los niveles de serotonina y dopamina. La droga también reduce el deseo sexual de quien la haya ingerido, causa tics faciales y constipación, así como una reducción de resistencia a la autoridad. Algunas personas bajo la influencia de la droga han tenido alucinaciones hipnagógicas, particularmente de La Presencia.
Opal (Hycephamitamyn-η)
Una nueva droga, supuestamente "el nuevo crack", ya que es barata de distribuir y más ampliamente disponible. Distribuida en un pequeño tubo de vidrio con una jeringa en un extremo, la droga, que aparece como un líquido negro, es vertida o inyectada directamente en los ojos, o absorbida a través de la piel en forma de polvo. Los usuarios experimentan a menudo un intenso, a menudo religioso, estado mental. Al menos un sitio web nota la correlación entre Oal y los avistamientos de La Presencia.
En un memo interno de secreto máximo enviado por Cedocore descubierto aquí, se revela que el Opal es un producto de Cedocore, a través de una compañía subsidiaria llamada "Wantzen-Tabard-Boutier", y es distribuido a través del crimen organizado.
Píldoras Azules
Referenciado en Be the Hammer . Apodadas "die-agra", estas pastillas son entregadas a los soldados para reintroducir la agresión perdida al tomar Parepin. Se dice que ayudan a "mantenerte fresco y poner en marcha al soldado."
Píldoras Rojas
También referenciadas en Be the Hammer . Apodadas "blisters", "bloody mary", y "jerk", estas píldoras parecen ser una versión más extrema de las Píldoras Azules, reservadas para los mejores soldados. Se dice que "borran la línea entre matar y follar. Parte del daño es permanente." Debido a la naturaleza críptica de su mención, no está claro si a los soldados les está permitido ver a sus familias después de tomar las píldoras rojas, o si no son advertidos acerca de la propensidad del usuario a volverse letalmente violento durante el acto sexual, pero en cualquier caso, se les informa de los efectos secundarios de la droga sólo después de haberla ingerido.
Otras
- Anphylox
- Amproprax
- Avoprem
- Niraderm
- Phenylpro (presuntamente es Feniletilamina)
- Prozira
- Sariferm
- Xarylax
- Zalaflo
- Zynacor

## Alteraciones corporales
Nerochip
El nerochip es un pequeño dispositivo rojo, implantado en la muñeca derecha de todos los convictos por crímenes violentos, el cual rastrea la ubicación de la persona que lo porta. También son requeridos para ciertos privilegios entre el público en general, como tener permiso para conducir. Se sabe también que tiene otras formas además de implantes. Por ejemplo, pendientes que contienen el dispositivo se han hecho populares entre las celebridades y el público.
El nombre y funciones del dispositivo pueden ser derivados de la Marca de la Bestia. El emperador romano Nerón ha sido señalado como posible candidato original para el Anticristo en la enseñanza Cristiana.

## Virus/Vacunas
Virus Red Horse
Principalmente descrito en Red Horse Vector, el virus Red Horse es un agente biológico "endurecido" que "presenta muchos de los síntomas del virus Ébola sin la fragilidad de permanencia que se espera del Ébola." Un video en Red Horse Vector muestra los efectos del virus Red Horse sobre Jed Mather, un diplomático norteamericano asesinado por terroristas de Algeria. Adicionalmente, una conversación grabada en 1-216-333-1810 describe un ataque en un club nocturno subterráneo apodado el "Star Chamber", donde el síntoma característico de "sudar sangre" es descrito.
El Cobre
Una vacuna secreta, producida por el gobierno que previene a la persona de contraer el virus Red Horse. La vacuna tiene algunos efectos secundarios como el color naranja de las secreciones corporales, las cuales tienen un aroma a cobre (ambos efectos son descritos en la transcripción de U.S. Wiretap ), paranoia, aversión a las luces brillantes y sensibilidad en la piel. La abstinencia de Cobre se ha reportado como fatal.

### Sitios relevantes al fenómenoYear Zero
- IAmTryingToBelieve
- United States Wiretap for a Safer America
  - Case No. - 71839J
- Cedocore
  - Hycephamitamyn-η
- Operation Chip Sweep
- Operation Swamp 0000
- Grace the Teacher
- Red Horse Vector
- Mining for Life

- Datos: Q5308955